# Fernand Loriot
Fernand Loriot (1870-1932), professor, sindicalista, socialista e comunista francês . Também conhecido como Berthelin . O nome de Fernand Loriot está ligado ao Boletim Comunista e ao Comitê da Terceira Internacional  , que foi o verdadeiro núcleo do nascimento do Partido Comunista na França..

## Biografia
Fernand Loriot nasceu 10 de outubro de 1870 em Ceton (Orme), foi da geração de Rosa Luxemburgo sem jamais a ter conhecido, tinha posições políticas próximas. Loriot a citou várias vezes em seus escritos .
Professor por profissão (em Aubervilliers em 1900), foi um dos líderes nacionais de seu sindicato, então secretário da Federação de Ensino da CGT. Participou em vários congressos da CGT, tendo como base posições revolucionárias em oposição à direção da confederação, particularmente com o reformista Léon Jouhaux , (como em seu discurso no Congresso da CGT em Lyon em setembro de 1919, quando discursou, de forma enfática, sobre a necessidade da revolução proletária). A sua ação no Sindicato dos Professores lhe rendeu mais de uma vez "ações administrativas" e de demissões  .

### Militância
Ativista da Seção Francesa da Internacional Operária (SFIO) desde 1901 , se opôs em 1915 a participação do partido na Primeira Guerra Mundial tendo de enfrentar novamente Léon Jouhaux defensor da União Sagrada .
Foi um dos fundadores do "Comitê para a Retomada das Relações Internacionais" junto com Albert Bourderon e do seu órgão de imprensa Boletim Comunista. Escreveu com Trotsky o livreto Os Socialistas de Zimmerwald e a Guerra . Em todos os Congressos e conferências socialistas e sindicais, que participava apoiava o ponto de vista revolucionário intransigente de Zimmerwald, tornando-se o representante de maior autoridade da fração que posteriormente será chamada comunista .
Em 1917, após a deserção de Alphonse Merrheim, Fernand Loriot foi nomeado secretário do "Comitê". Em 1919 que se transforma no "Comitê da Terceira Internacional" .
Fernand Loriot foi preso em maio de 1920 pelo apoio explicito a grande greve dos ferroviários foi acusado de "conspirar contra a segurança do Estado". Foi um dos primeiros a defender, no Comitê da Terceira Internacional (junto com Boris Souvarine), a adesão da SFIO na Internacional Comunista. Apesar de preso e com problemas de saúde, participou ativamente da criação em dezembro de 1920 da Section Française de l'Internationale Communiste (Seção Francesa da Internacional Comunista, SFIC, futuro Partido Comunista Francês), no Congresso de Tours . Fernand Loriot participou do primeiro comitê central do SFIC .
Libertado em 1921, após dez meses de prisão preventiva, ele participou do Terceiro Congresso da Internacional Comunista, no mesmo ano. Em seu retorno à França, o início de 1922, criticou os caminhos pelos quais o partido se enveredava no folheto: Un an après Tours (Um ano depois de Tours) e ficou afastado da política. Após a "bolchevização" (estalinização) de 1924, passa a assumir a causa da oposição.
Em 9 de janeiro de 1925, Fernand Loriot elaborou o Esboço de resolução sobre a situação internacional onde rejeita o projeto de tese sobre a situação internacional apresentado pelo Jornal do Bolchevismo, assinado por Albert Treint, um antigo esquerdista do partido, secretário do partido considerado zinoviévista ( Zinoviev passa a dirigir a Internacional Comunista seguindo as orientações de Stalin) alinhado com a nova direção da internacional após a morte de Lenin .
Neste artigo escreve:  "O Partido em que se exige obediência cega é uma unidade de ditadura ditadura, mas apenas como um fim e como meio de ditadura, mas uma ditadura que teme a ideia de seus próprios partidários. Um instrumento deste tipo pode ocorrer, em casos excepcionais e como resposta transitória a uma necessidade, mas não deve ser modelo para a formação de partidos comunistas. O partido francês se transformou nisso, não  devido à situação política e econômica atuais do país, mas devido a um conflito especificamente russo"  .
Em outubro de 1925, ele assina a chamada Carta dos 250 dirigida ao Comitê Executivo da Internacional Comunista, a carta protesta contra o autoritarismo da direção do Partido Comunista, os métodos do "falso bolchevismo" e critica os males da burocracia. Antes disso no Comitê Central, Fernand Loriot leu uma declaração contundente. Na Conferência de Ivry e nas páginas de La Humanité , denunciou a "bolchevização burocrática" . Ele finalmente deixa o Partido Comunista em 1926 .
Em seguida, participou do jornal de Pierre Monatte La Révolution Prolétarienne (A Revolução Proletária).  Então doente, ele continua o ativismo militante até sua morte em 12 de outubro de 1932 em Paris, sem abandonar suas ideias..
No Crítica Social (Nº. 7, de janeiro de 1933), Boris Souvarine dedicou à sua memória as seguintes linhas:
"A morte de Fernand Loriot,  privou o movimento comunista de um de seus homens mais necessários, que sintetizam a valiosa experiência de uma época excepcional para a importância dos sucessivos fatos históricos que testemunhamos e, mais ou menos participamos. Ele foi um daqueles militantes que experimentaram ou vivenciaram o socialismo da II Internacional, a grande guerra e suas conseqüências, a crise em todas as doutrinas revolucionárias, a Revolução Russa, as origens e a decadência da Terceira Internacional, a evolução do bolchevismo e da decomposição do comunismo internacional, e mantiveram-se fiéis à sua causa contra todas as probabilidades, por tantas vicissitudes?" 